# 记录管理系统
记录管理系统（Record Management System），简称，是的一个主要子系统，是一种应用程序接口，为应用程序提供本地的、基于设备的数据持久存储功能。
在Java ME中，是唯一的永久性保存工具。不同的手机，所支持的最大RMS也不一样，一般来说，智能手机拥有的RMS要比非智能手机的大。